# Ninon Brétécher
Pour les articles homonymes, voir Brétécher.
Ninon Brétécher, née le 9 janvier 1974, est une comédienne française, elle est également metteuse en scène et réalisatrice.

## Biographie
Ninon Brétécher suit une formation au Théâtre du Soleil avec Ariane Mnouchkine, puis au Studio Théâtre de Jean-Louis Martin-Barbaz.
Elle débute au théâtre dans La Fausse Suivante de Marivaux, dans une mise en scène de Paul Desvaux. Elle joue ensuite dans plusieurs pièces de Molière mises en scène par Francis Perrin au Théâtre Montansier de Versailles.
Elle travaille ensuite au CDN de Limoges, avec le metteur en scène Fadhel Jaibi, dans une pièce intitulée Grand Ménage. Au Théâtre de la Commune d'Aubervilliers, elle joue dans Biographie : un jeu de Max Frisch, mise en scène de Frédéric Bélier-Garcia. Elle interprète Angelica dans La Concession Pilgrim dans une pièce d'Yves Ravey, mise en scène par Alain Chambon, puis Amalia dans Les Brigands de Schiller, mis en scène par Paul Desvaux.
Sous la direction de Jean-Louis Benoît, elle joue la mère dans Conversation en Sicile d'Elio Vittorini, au Théâtre de l'Aquarium, puis elle interprète Giacinta dans La trilogie de la Villegiature, qui se crée au Festival d'Avignon et joue Marianne dans Les Caprices de Marianne, au Théâtre de la Criée puis au Théâtre de Sartrouville. Jean-Louis Benoit met en scène Du malheur d'avoir de l'esprit au Théâtre national de Chaillot, elle y interprète le rôle de Sofia. 
Au théâtre Montparnasse, Ninon Brétécher joue aux côtés de Anne Brochet et de Jacques Weber dans "La dame de la mer" d'Ibsen, mise en scène par Jean-Romain Vesperini, puis dans "On ne badine pas avec l'amour" de Musset, mis en scène par Laurent Delvert.
Au cinéma, elle travaille sous la direction de Pascale Ferran, Céline Nieszawer, Magaly Richard-Serrano, Hubert Attal, Pascal Sennequier, Vincent Duquesne, Lea Frédeval,Dragan Nikovic...
À la télévision, elle joue dans la saison 4 de Munch, aux côtés d'Isabelle Nanty et d'Hippolyte Girardot.
Elle réalise un moyen métrage intitulé La Courbe, avec Philippe Torreton, Roland Bertin, Jean-Paul Farré, Louis-Do de Lenquesaing...

## Théâtre
- 1995-1997 : Pièces de Molière, mises en scène par Francis Perrin, Théâtre Montansier de Versailles : L'Impromptu de Versailles, Les Précieuses ridicules, Sganarelle et La Jalousie
- 1996 : La Fausse Suivante de Marivaux, mise en scène Paul Desvaux
- 1998, 1999 : Grand Ménage de et mise en scène Fadhel Jaïbi, CDN de l'Union de Limoges
- 1999 : Biographie : un jeu de Max Frisch, mise en scène Frédéric Bélier-Garcia, Théâtre de Nice, Théâtre de la Commune Théâtre de la Criée en 2000
- 2000 : Un hibou à soi de Dominique Paquet, mise en scène Jean-Paul Farré et Patrick Simon,
- 2001 : Conversation en Sicile d'Elio Vittorini, mise en scène Jean-Louis Benoît, Théâtre de l'Aquarium
- 2002 : La Trilogie de la Villégiature de Carlo Goldoni, mise en scène Jean-Louis Benoît, Festival d'Avignon, Théâtre de la Criée, Théâtre des Amandiers
- 2003 : La Trilogie de la Villégiature de Carlo Goldoni, mise en scène Jean-Louis Benoît, Théâtre des Treize Vents
- 2005 : Les Brigands de Friedrich von Schiller, mise en scène Paul Desvaux, Théâtre 71 Malakoff
- 2005 : La Concession Pilgrim de Yves Ravey, mise en scène Alain Chambon, Théâtre de la Criée
- 2006 : Les Caprices de Marianne d'Alfred de Musset, mise en scène Jean-Louis Benoît, Théâtre de Sartrouville, Théâtre de la Criée
- 2007 : Du malheur d'avoir de l'esprit d'Alexandre Griboïedov, mise en scène Jean-Louis Benoît, Théâtre national de Chaillot, Théâtre des Célestins, Théâtre national de Nice, La Criée
- 2008 : L'Île flottante de Chantal Thomas, mise en scène Alfredo Arias, Théâtre national de Chaillot
- 2009 : La Nuit des rois de William Shakespeare, mise en scène Jean-Louis Benoît, Théâtre de la Criée
- 2012 : Courteline, amour noir : La Peur des coups, La Paix chez soi, Les Boulingrin de Georges Courteline, mise en scène Jean-Louis Benoît, La Criée, Théâtre de la Manufacture, Théâtre National de Nice, Théâtre de Sartrouville et des Yvelines, Théâtre de la Commune, Nouveau théâtre d'Angers, Théâtre des Célestins, Théâtre de Lorient, tournée
- 2013 : Lucrèca Borgia de Victor Hugo mise en scène de Jean-Louis Benoit, Théâtre de la Commune
- 2014 : La Dame de la mer d'Ibsen mise en scène de Jean-Romain Vesperini, Théâtre Montparnasse

### Mises en scène
- 2011 : Il n'y a pas de cœur étanche de Julie Rey et Arnaud Cathrine à l'Atrium de Dijon et au Point Ephémère
- 2012 : Le journal intime de Benjamin Lorca d'Arnaud Cathrine, au Centquatre et au Théâtre Monfort[1],[2]
- 2013 : Histoires d'amour(s) d'Arnaud Cathrine, au Théâtre Sorano et au Café de la danse
- 2015 : Sérénades d'Arnaud Cathrine et Ninon Brétécher, au Théâtre Monfort[3]
- 2016 : La fiancée orientale d'Eliette Abécassis au Théâtre du Gymnase

## Filmographie

### Cinéma

#### Longs métrages
- 2004 : Paolo & Paolo de David Macé
- 2006 : Dans les cordes de Magaly Richard-Serrano
- 2006 : Lady Chatterley de Pascale Ferran
- 2007 : La Courbe de Ninon Brétécher
- 2007 : Beluga de Jean-Marc Fabre
- 2008 : Gamines d'Éléonore Faucher
- 2009 : Le Dernier pour la route de Philippe Godeau
- 2015 : Vendeur de Sylvain Desclous
- 2018 : Les Affamés de Léa Frédeval
- 2023 : Garder ton nom de Vincent Duquesne

#### Courts métrages
- 2004 : La Paresse de Céline Nieszawer
- 2005 : Tous à l'eau d'Antonin Peretjatko
- 2005 : Échanges de Christian Angeli
- 2006 : Après la représentation  de Paul Desvaux
- 2006 : Séances de Céline Nieszawer
- 2007 : Revenante d'Hubert Attal
- 2007 : Chien errant de Pascal Sennequier

### Télévision

#### Comme actrice
- 2002 : Ubik de Samuel Nissin
- 2003 : Lila Claudel d'Emmanuel Gust
- 2004 : Une autre vie de Luc Béraud
- 2005 : Clara Sheller de Renaud Bertrand
- 2005 : Avocats et Associés : Les Ciseaux de Patrice Martineau
- 2007 : Cocktail de filles (Saison 1), d'Anne-Sophie Barret et Diane Marois
- 2007 : Dans l'ombre du maître de David Delrieux
- 2011 : Les enquêtes de Laviolette  de Bruno Gantillon
- 2014: Famille d'accueil de Bruno Bontzolakis
- 2015: Léo Mattéi de Pierre Forest
- 2017 : Paris etc. de Zabou Breitman
- 2021: Munch de Julien Séri

#### Comme réalisatrice
- Le confessionnal, 52 min produit par Camera Lucida, diffusé sur KTO et France 3 Pays de la Loire[4] ;
- Chants grégoriens 2.0, 52 min produit par Pop films et 13 productions, diffusé sur France 3 et KTO ;
- Les Nouvelles Vagues, 52 min produit par Itinéro Films, diffusé sur Public Sénat et France 3 Paca ;
- Les vierges consacrées, court métrage sélectionné au festival de Stockholm, du Mexique, de Calcutta, Londres, Roumanie, Iran, Colombie.